# Lillemer
Lillemer (en bretó Enez-Veur) és un municipi francès, situat a la regió de Bretanya, al departament d'Ille i Vilaine. L'any 2006 tenia 244 habitants.

## Demografia
| 1962                                       | 1968 | 1975 | 1982 | 1990 | 1999 |
| ------------------------------------------ | ---- | ---- | ---- | ---- | ---- |
| 202                                        | 239  | 206  | 233  | 225  | 203  |
| Des de 1962: població sense dobles comptes |      |      |      |      |      |

## Administració
| Període | Identitat   | Partit |
| ------- | ----------- | ------ |
| 2001-   | Joseph Alix |        |